# Pêne
Pour les articles ayant des titres homophones, voir Penne et Pène.

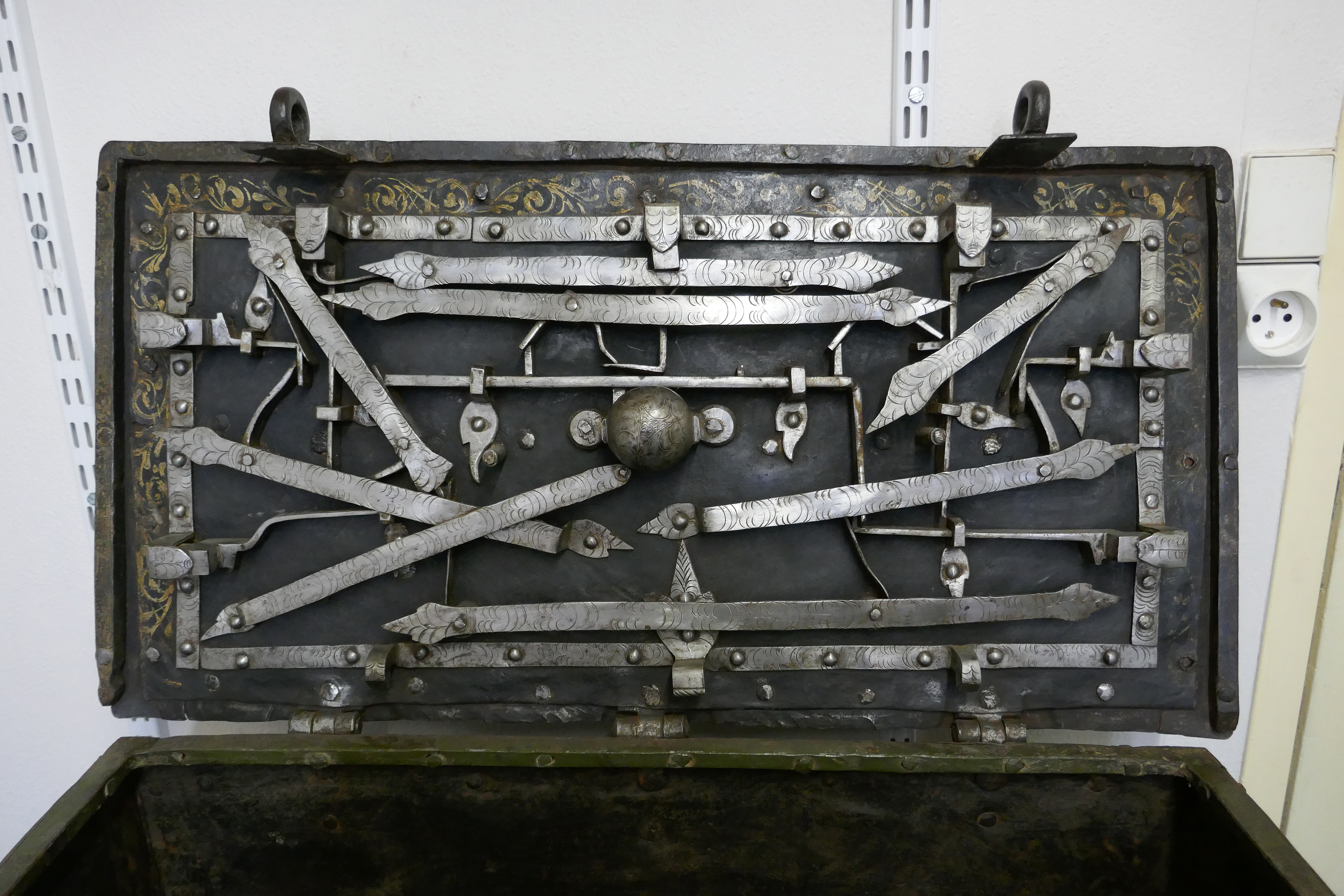
Coffre en fer à 7 pênes (Musée Henri-Mathieu).

Un pêne (pour pesne, altération de pesle ; latin pessulus ; grec passalos) est une pièce de fer, que la poignée fait aller et venir, et dont l'extrémité est engagée dans la gâche quand la porte est fermée.
C'est un des éléments constitutifs d'une serrure ou d'un verrou.

## Différents types
Parmi les différents types de pênes, il existe :
- le pêne à demi-tour ou à ressort : pêne de serrure dont le bout est en biseau, et qu'il est possible de faire aller et venir sans recourir à la clef
- le pêne dormant : pêne qui ne se meut qu'avec la clef ou qui est maintenu en place par un ressort ou un arrêt
- le pêne en bord : pêne qui passe le long du bord de la serrure et qu'on emploie pour la fermeture des coffres
- le pêne fourchu : pêne dont la tête est fendue, ce qui le fait paraître double
- le pêne à pignon : pêne mû par un pignon et qui appartient à une serrure à plusieurs fermetures
- le pêne à verrou de nuit : pêne dont la tête est méplate et qui se meut par le moyen d'un bouton de coulisse.
- le pêne à quart de tour : idem au pêne à demi-tour avec une course réduite.

## Sources
1. ↑  Encyclopédie du XXe siècle Larousse, Paris, 1932